# Friedrich Menius
Friedrich Menius, född 1593 i Woldegk, Mecklenburg, död 1659, var en tysk vetenskapsman och författare.
Friecrich Menius var son till borgmästaren i Woldegk Franz Mein. Han blev 1609 student vid Rostocks universitet, 1612 vid Greifswalds universitet och vistades därefter vid det pommerska hovet i Wolgast. Han blev 1629 fältpräst hos Gustaf Horn, 1630 professor vid gymnasiet i Dorpat och 1632 professor i historia och antikviteter vid det nyupprättade universitetet där. Tidigare berömd som latinsk skald sysslade han här med den livländska historien, men måste 1637 rymma, anklagad för tvegifte. År 1644 tryckte han ett teologiskt verk, Consensus hermetico-mosaicus, för vilket han anklagades och vars irrläror - släkt med samtidens mystiska naturfilosofi och Paracelsus åsikter - han återkallade 1646, bruten av långvarigt fängelse. Flertalet av hans handskriftliga verk har gått förlorade. Menius är säkerligen utgivaren (eller författaren) av det bekanta arbetet Englische Comoedien (1620), det viktigaste litterära dokumentet rörande den engelska renässansdramatikens påverkan på den tyska.